# Зойдберг
Доктор Джон Зойдберг (англ. Doctor John Zoidberg; род. 5 августа 2913 года), известный также как Доктор Зойдберг, или просто Зойдберг — человеко-крабоподобный инопланетянин с планеты Декапод-10, вымышленный персонаж в телевизионном сериале Футурама. Он работает врачом в компании Planet Express, хотя следует признать, что он очень мало знает об анатомии и физиологии человека и, тем более, о методах лечения, часто путая людей с роботами и ракообразными. Докторскую же степень по «убийствоведению и убийствоводству» он получил по почте. В серии The Duh-Vinci Code показывает, что хорошо разбирается в искусстве, и с гордостью объявляет, что он доктор искусствоведения.

## Анатомия и физиология
Зойдберг носит панцирь, подобно земным ракообразным он способен сбрасывать его. В серии «Amazon Women in the Mood» оставленный панцирь приняли за мертвого Зойдберга. Однако самостоятельно отрастить себе новый панцирь Зойдберг не может и вынужден покупать его в магазине. Без панциря беспозвоночная природа доктора очевидна.
В двух сериях были показаны несколько противоречивые сведения о его детстве. В «A Taste of Freedom» юный Зойдберг показан в виде маленького краба, но в другой серии, «Teenage Mutant Leela's Hurdles», где герои попадают в водоворот времени и молодеют вспять, видно, как Зойдберг проходит вспять все свои личиночные стадии, из чего можно сделать вывод, что перед тем, как принять свою нынешнюю форму, он проходил стадии слизня, трилобита, моллюска, миноги, морского ежа, морской звезды, актинии и морской губки.
Не без оснований принятый за пришельца в эпизоде Roswell That Ends Well, Зойдберг, будучи сам врачом, переносит на себе вскрытие. Примечательна его фраза: «Берите сердце — у меня их четыре!» Впрочем, также в эпизоде A Taste of Freedom в суде он произнёс: «Я ужасно волнуюсь. Два из трёх сердец уже получили инфаркт». Вероятно, одно сердце у него всё-таки забрали. В серии A Taste of Freedom выяснилось, что декаподианцы — холоднокровные.
В приступе панического страха способен отращивать на голове волосы, которые сразу седеют (эпизод «Möbius Dick»). В приступе гнева, как и в сезон размножения, на голове у Зойдберга раскрывается гребень, а сам он обретает невиданную силу (Why Must I Be a Crustacean in Love?). В этот период профессор отмечает, что из Зойдберга «так и прет мужское желе».
Зойдберг имеет способность плохо пахнуть, когда ему скучно.
В серии The Prisoner of Benda показано, что у него из языка может высовываться маленькая вторая челюсть, что является пародией на чужих.
Обладая признаками как ракообразных, так и моллюсков, доктор способен клешнями легко отсечь человеку руку (серия Why Must I Be a Crustacean in Love?), он может вырабатывать чернила, используемые как для защиты, так и для написания писем (серия That's Lobstertainment!).

## Юность
Возраст Зойдберга нигде не упоминается прямо, очевидно лишь, что по человеческим меркам он достаточно взрослый. В серии «The Tip of the Zoidberg» (6-й сезон) показано, что в 2927 году, когда он познакомился с Профессором, Джон был молодым ксено-врачом, таким образом его продолжительности жизни больше, чем у людей.

## Семья
Зойдберг — племянник Гарольда Зойда, известной звезды немого голографического кино, имя которого, с одной стороны, является явной аллюзией на известного актёра американского кинематографа Гарольда Ллойда (Harold Lloyd), а с другой стороны, напоминает еврейскую фамилию.
Несмотря на то, что Зойдберг не еврей и даже вовсе не человек, а всего лишь один из видов инопланетян, он и представители его расы имеют определённые стереотипные черты, характерные для евреев, в том числе еврейский акцент, характерный для носителей идиша, и специфическая походка. У него трое родителей, которых зовут Норм, Сем и Садье (Sadie), из которых лишь двое являются его биологическими родителями, а третья — женщина, воспитавшая его (см. серию «A Taste of Freedom»). Из эпизода «Why Must I Be a Crustacean in Love?» становится известно, что декаподианцы имеют лишь двух биологических родителей, которые погибают во время спаривания, так что вполне вероятно, что для размножения декаподианцев требуется третий партнёр, в дальнейшем ухаживающий за молодняком. У Зойдберга есть двоюродный брат, которого зовут Зойдфарб (Zoidfarb). Также Зойдбергу было известно, что у него есть несколько сестер и братьев, выросших в одной с ним морской раковине; в серии «Teenage Mutant Leela's Hurdles» упоминается брат Зойдберга, Норманн. В серии Xmas Story также упоминается кузина Зойдфарб (Zoidfarb), которая прислала Зойдбергу поздравительную открытку на Рождество в виде ракообразного.

## Сегодняшняя жизнь

### В качестве Доктора
Зойдберг — старый друг профессора Хьюберта Фарнсворта и штатный медик «Межпланетного Экспресса». На двери его кабинета висит табличка с надписью «Медицинская корпорация Доктора Зойдберга» («Dr. Zoidberg: A Medical Corporation.»). Он претендует на звание эксперта по медицине человека, хотя его познания в человеческой анатомии и физиологии чрезвычайно скромны. Например, он частенько считает Фрая женщиной (The Series Has Landed) или роботом (Fry and the Slurm Factory) (при этом он произносит «Rowbit»), а на стене в его кабинете медицинский плакат, изображающий анатомию человека, висит вверх тормашками. Его часто вводит в недоумение наличие «странных» частей человеческого организма, таких как скелет или «второй рот». Он уверен, что у людей есть спинной плавник, а сердце является частью пищеварительной системы, и что половые органы человека находятся в районе шеи. В серии «Parasites Lost» становится понятно, что большую часть сведений об анатомии человека Зойдберг почерпнул из телевизионных сериалов. В серии «A Clone Of My Own» на прямой вопрос о его медицинском образовании он неуверенно отвечает, что потерял свой медицинский диплом в вулкане.
Незнание большинства основных аксиом медицины является одной из самых популярных шуток сериала. К примеру, в первой серии шестого сезона Зойдберг отрезает Гермесу Конраду пенис, считая, что это пуповина.
«Медицинская помощь», оказываемая Зойдбергом, в основном, хирургическая — ампутация частей тела пациентов с помощью клешней или же реплантация («пришивание») их, причем он иногда может пришить конечность не на своё место или же вообще другому пациенту. В конце серии «Why Must I Be A Crustacean in Love?» отрезанную руку Фрая он пришил к тому плечу, где уже находилась другая рука. В полнометражном фильме «Bender's Big Score» он прикрепляет голову Гермеса к его туловищу «задом наперёд», мотивируя это тем, что тот «вилял хвостом». Несмотря на всю его вопиющую безграмотность в области человеко- и роботостроения, он, тем не менее, спасает Фраю жизнь, умудрившись пришить его голову к туловищу Эми в эпизоде «Put Your Head on My Shoulder». Однако в 7 серии 7 сезона он вполне правильно собрал по частям тело Гермеса и даже очень сносно управлял им как куклой на сцене, когда участвовал в шоу.
В компании работает по приглашению Профессора, так как профессор боится мучительной агонии от тритонианской лихорадки, вирус которой он подцепил в молодости, работая на Мамочку.

### Прочие увлечения
В дополнение к его медицинской квалификации, у Зойдберга есть полученная по почте учёная степень по «Убийствоведению и убийствоводству».
Он очень любит смотреть выступления комиков по телевизору и сам мечтает стать комиком. Однако на сцене он ужасен, и его выступления обычно заканчиваются тем, что его либо закидывают помидорами, либо пытаются убрать со сцены из-за кулис. Большинство шуток Зойдберга — пародия на юмор Якова Смирнова, популярного в США комика времен холодной войны, использовавшего в своих шутках приём под названием Советско-американская инверсия.
Пример зойдбергского юмора:
Земля… Ну что за планета! Здесь вы едите моллюсков. На моей планете моллюски едят вас.
```
(«
That's Lobstertainment!
»)
```

— Вы готовы оперировать, доктор?
— С удовольствием, но сначала нужно потренироваться.
```
«
War Is the H-Word
»
```

Скальпель! Ведро для крови! Священника! Следующий!
(«War Is the H-Word»)
— Боюсь, он умер.
— Доктор, но я не умер.

— Боюсь, доктор здесь я.

— Правильно, что боишься. Тебя здесь все боятся!
```
(«
War Is the H-Word
»)
```

Тоннельный ужас! Я его ненавижу. Вечно он здесь тоннелит.
```
"
Футурама: Игра Бендера
"
```

### Бедность
Хоть Зойдберг и работает доктором, живёт он в ужасающей нищете. Своего дома у него нет, проживает он в здании «Planet Express», ютясь в различных закоулках, где его не найдёт Профессор (в серии Kif Gets Knocked Up A Notch жил в «матерефуге», а в That Darn Katz! — в клетке, которую Эми хотела поставить, чтобы поймать кота, в эпизоде «The Tip of the Zoidberg» жил в солдатской сумке). Он даже не может позволить себе купить обувь и всегда ходит в одних и тех же сандалиях.
Зойдберг постоянно голоден, иногда сообщая, что не ел уже несколько дней, и ест все подряд, не разбирая, съедобное ли это. Так, он смог наесться ботинками, съел живую морскую свинку, корзинку для пикника, мешок ногтей, которые он принял за картофельные чипсы, флаг на день свободы («A Taste of Freedom»), декоративную миниатюрную корону. Он постоянно ест отбросы из помойных баков и очень радуется бесплатной еде. В эпизоде The Day the Earth Stood Stupid только ради возможности выиграть годовой запас собачьего корма он участвует в «собачьем конкурсе» под видом «жёсткопанцирного ух-терьера», заняв при этом второе место и выиграв приз — афганский платок, сшитый из афганца. Он приходит в возбуждение при одном лишь упоминании слова «еда». Непонятно, что является причиной его озабоченности — то ли особенности его инопланетного обмена веществ, то ли бедность, то ли и то, и другое сразу.
Бедность Зойдберга отчасти обусловлена его неумением обращаться с деньгами: он постоянно тратит все деньги на бесполезные вещи (такие, как восемь копий одной и той же музыкальной записи («The Devil's Hands Are Idle Playthings»)) и принимает плохие бизнес-решения, например, обмен значительного количества акций «Планетного Экспресса» на сандвич с яйцом (в серии «Future Stock» обнаруживается, что Зойдберг владеет 51 процентом акций «Планетного Экспресса», которые Гермес Конрад, бюрократ из «Planet Express», считая, что они ничего не стоят, передал тому вместо туалетной бумаги.)
Зойдберг пребывает в глубоком заблуждении, что все остальные медики так же бедны и безграмотны, как и он сам. Он ненавидит других врачей, и лишь одно присутствие работника медицины провоцирует его на агрессию («The Cyber House Rules»).

### На работе
Зойдберг умудряется уживаться со своими коллегами по «Планетному Экспрессу», хотя те часто относятся к нему, как к надоедливому домашнему животному. Его постоянно обнаруживают в лаборатории профессора Хьюберта Фарнсворта, откуда нередко выгоняют половой тряпкой. Гермес ненавидит его и постоянно демонстрирует своё неприятие: заставляет Зойдберга выполнять грязную работу, вынуждает убираться в офисе вместо уборщика, обрезает ему зарплату под разными предлогами (например, в серии «Bender Gets Made», после того как Лила с повязкой на глазу на корабле «Planet Express» пробила крышу здания, Гермес урезал зарплату за это именно Зойдбергу), лишает его комфорта и удобств. Однако в эпизоде Xmas Story Конрад жертвует своими волосами, чтобы сделать Зойдбергу подарок.
Зойдберг является единственным существом, которое, по утверждению Робосанты, вело себя хорошо в прошедшем году, и Санта даже подарил Зойдбергу палку для прыжков. Всех, кого Робосанта считает «плохим» (то есть всех прочих людей, инопланетян и мутантов, проживающих на Земле), он пытается немедленно убить. Профессор Фарнсворт считает Зойдберга странным, но лишь потому, что тот носит сандалии.

### Одиночество
Зойдберг мечтает о внимании и дружбе, поэтому радуется, когда его желания выполняются даже на сотую долю. Он всегда расстроен, когда люди обходят его вниманием. За исключением коллег на работе, у него очень мало друзей, а завести новых ему не позволяет дурной запах и его собственная индивидуальность. Штат сотрудников «Planet Express» частенько смеется над его расходами и критикует его даже в его присутствии. Зойдберг, несмотря на это, никогда не понимает, что он является предметом насмешек, и воспринимает подколы в свой адрес как комплименты.
На его собственной планете его считают несексуальным даже по меркам сородичей, и у него слишком маленький плавник на голове (аналогия с маленьким «достоинством» у людей).
На теле Зойдберга живёт огромное количество паразитов, которые вызывают ужасное отвращение всех членов команды межпланетного экспресса. В четвёртом полнометражном мультфильме Лила сказала: «Это планета наполнена жизнью — как сандалии Зойдберга!»

## Создание образа
Имя Зойдберг (Zoidberg) и Зойд (zoid) пришло из игры, которую Дэвид Коэн придумал в старших классах. Компания, которой была отослана игра, признала её неподходящей.
Комедийный стиль Зойдберга, показанный в сериале, — это пародия на американского комика Якова Смирнова. Его голос, а также голос Джорджа Эйзеля (George Jessel), были учтены при озвучивании Зойдберга Билли Уэстом.